# Saint-Marcel (Indre)
Saint-Marcel is een gemeente in het Franse departement Indre (regio Centre-Val de Loire). De plaats maakt deel uit van het arrondissement Châteauroux. Saint-Marcel telde op 1 januari 2022 1.510 inwoners.
In de gemeente ligt de archeologische site van de Gallo-Romeinse stad Argentomagus. Deze site werd verlaten in de 4e eeuw en een deel van de bevolking vestigde zich even verderop aan de Creuse in Argenton-sur-Creuse. In 1990 werd een archeologisch museum (Musée archéologique d'Argentomagus) geopend in Saint-Marcel nabij de site van de antieke stad. Hierin zijn vondsten van de archeologische opgravingen tentoongesteld.

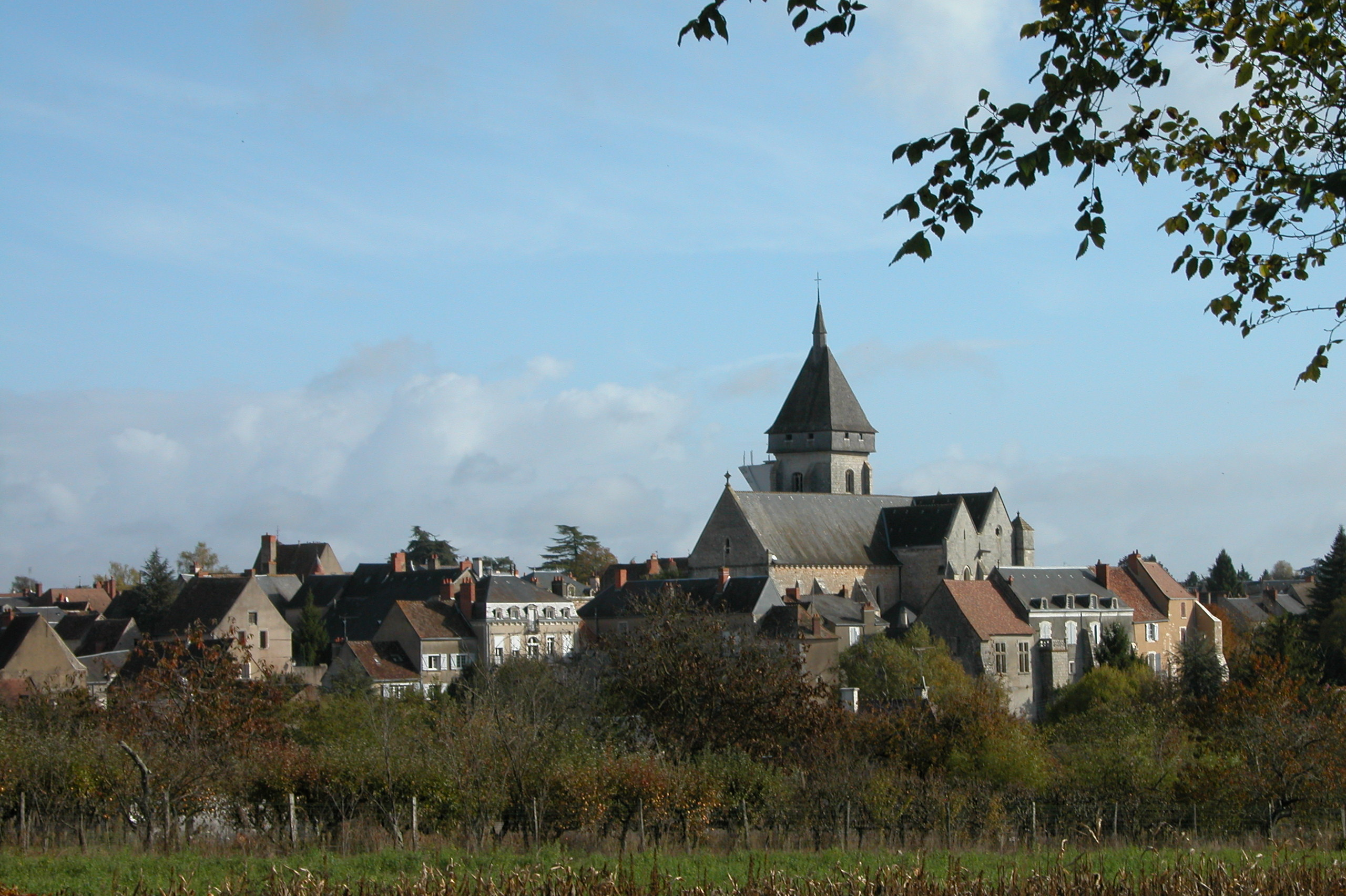
Saint-Marcel
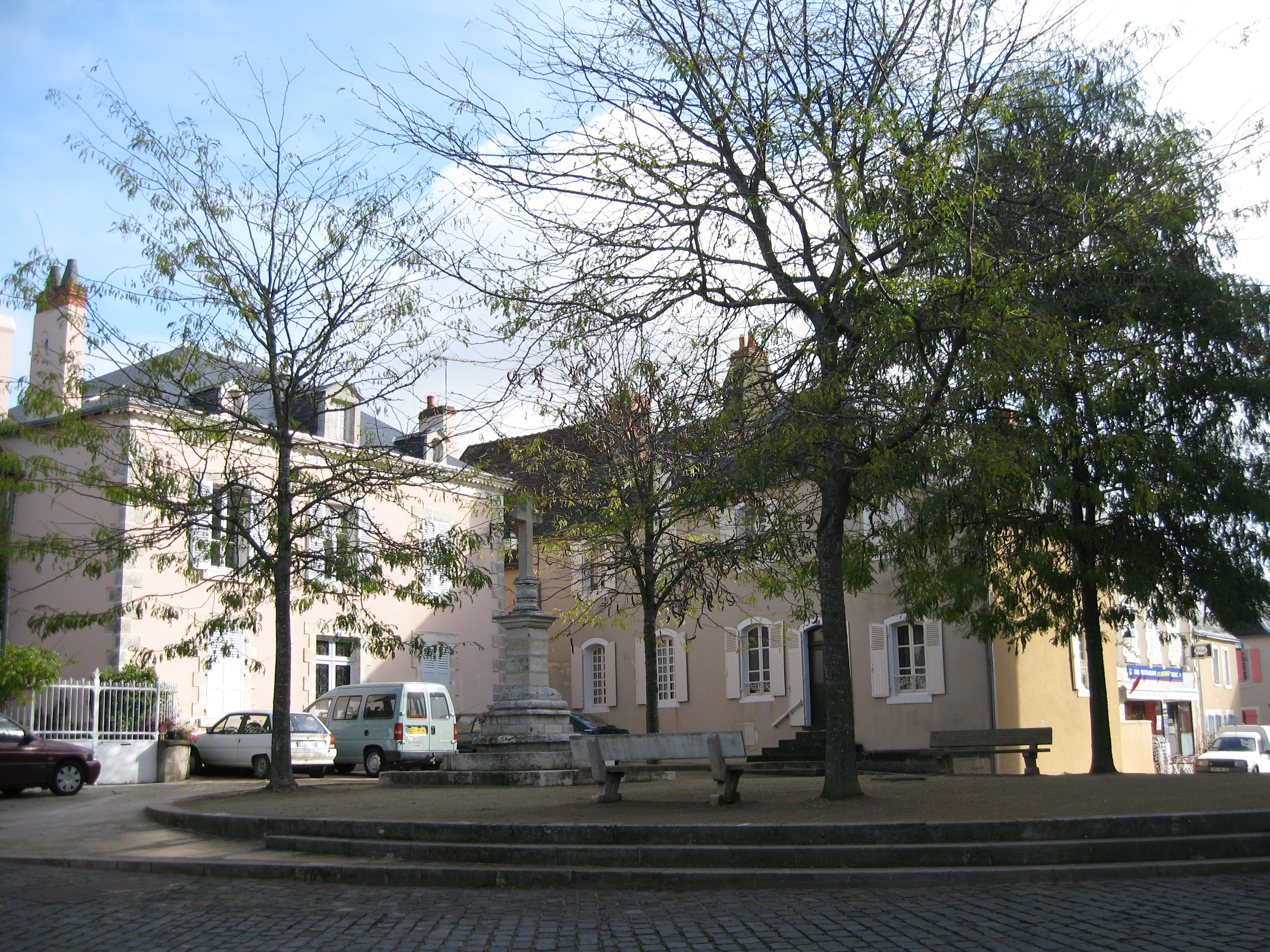
Plein voor de kerk, Saint-Marcel
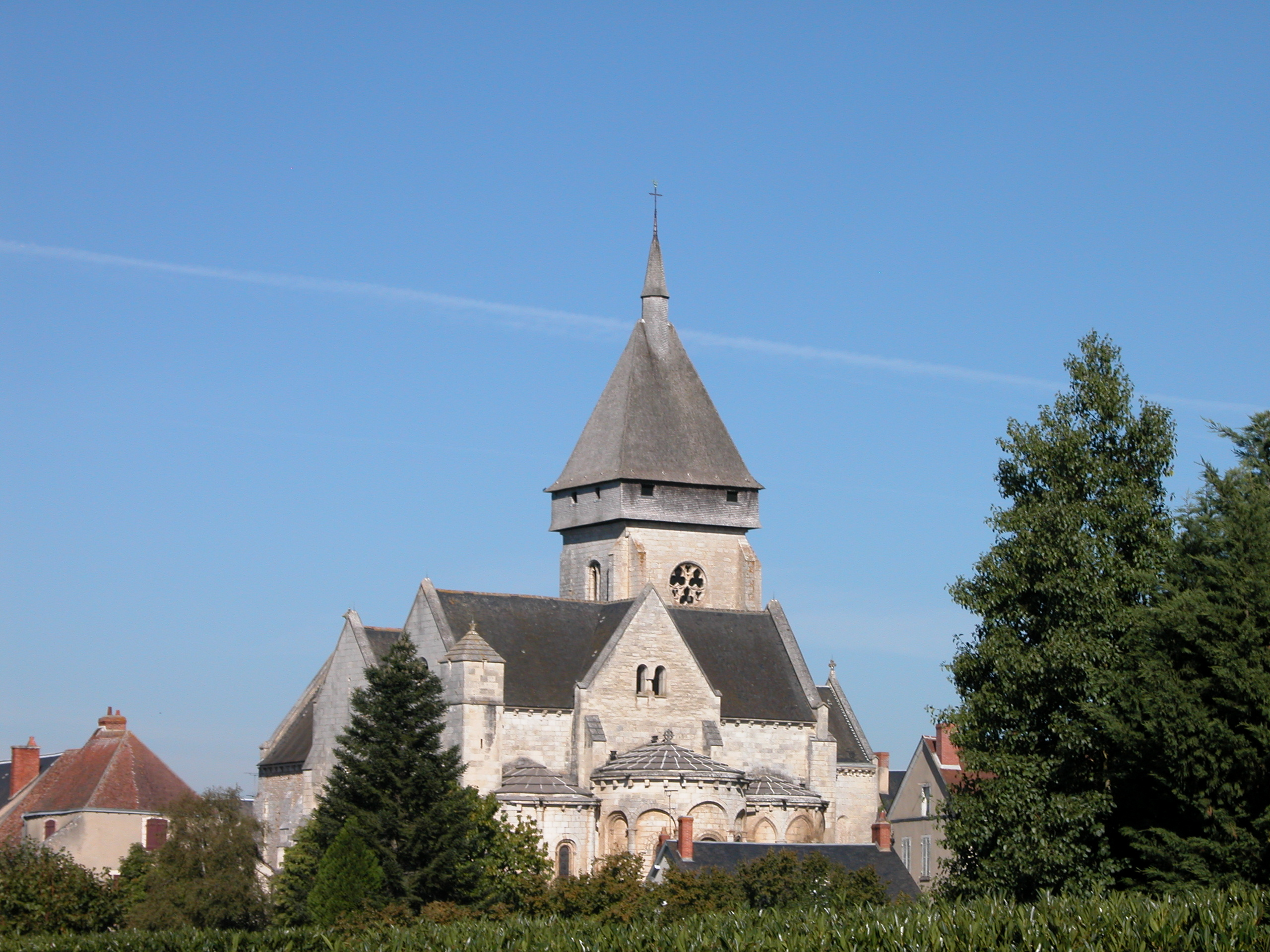
Kerk van Saint-Marcel
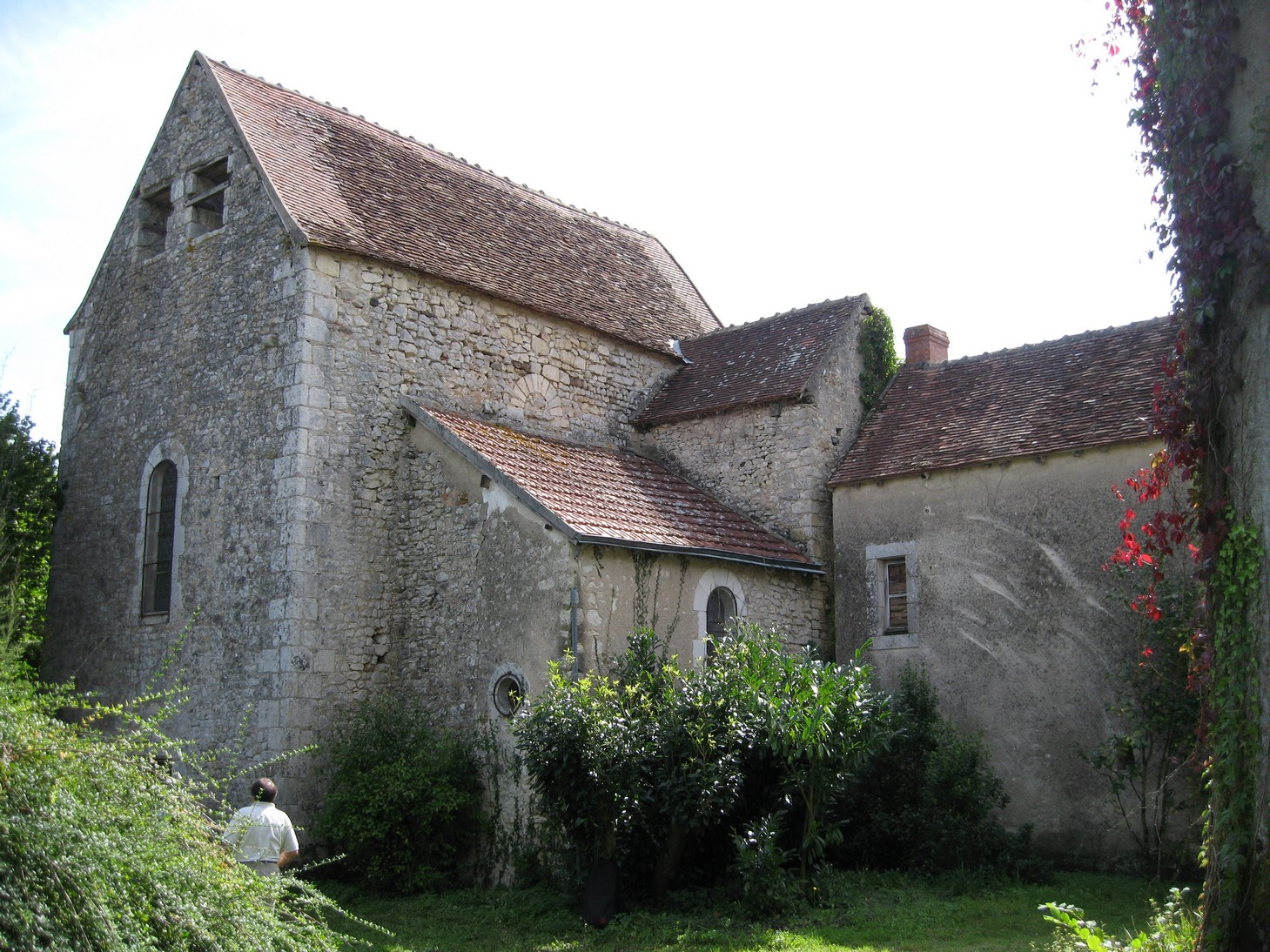
Kapel in Saint-Marcel
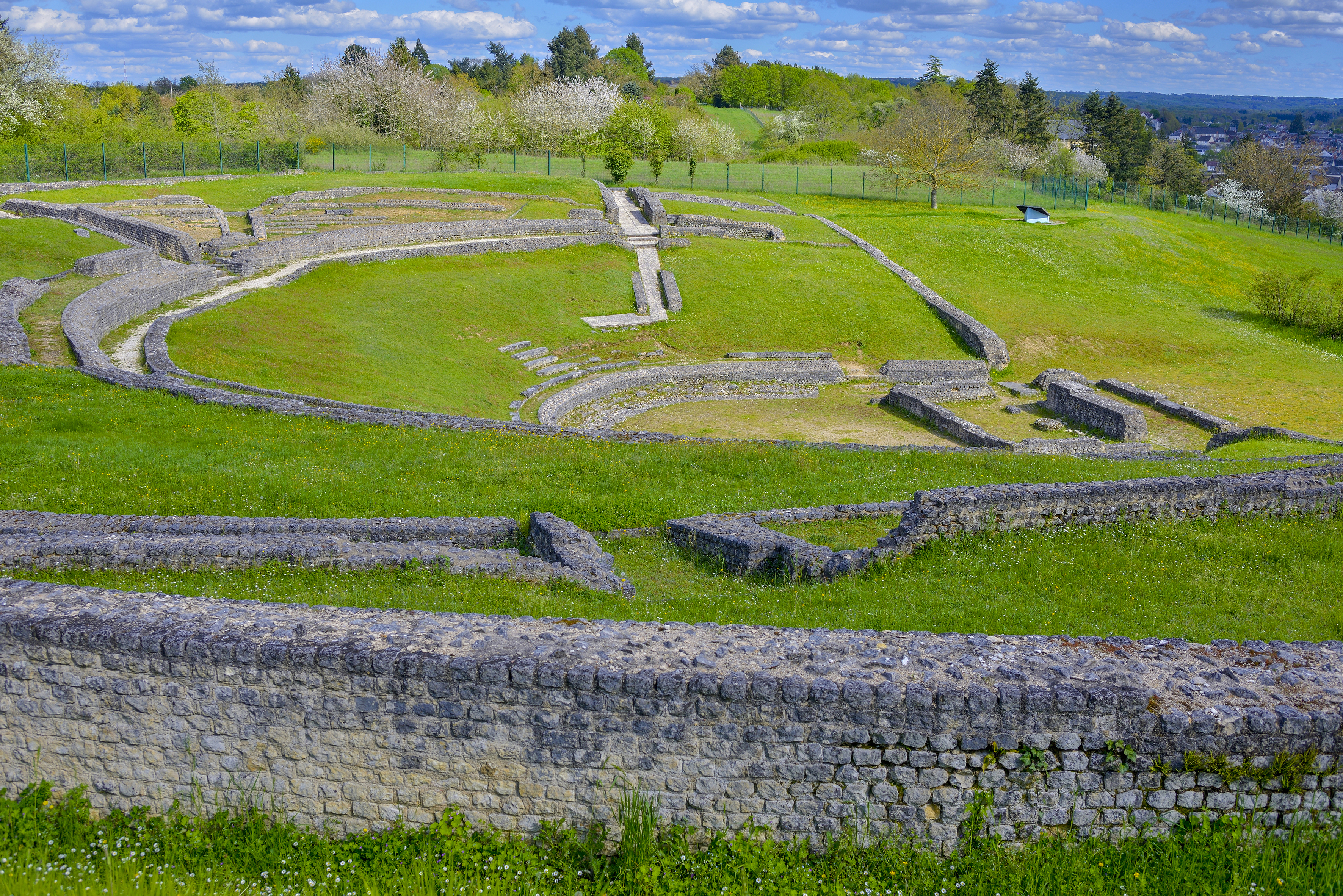
Resten van het Romeins theater van Argentomagus

## Geografie
De oppervlakte van Saint-Marcel bedroeg op 1 januari 2022 17,84 vierkante kilometer; de bevolkingsdichtheid was toen 84,6 inwoners per km².

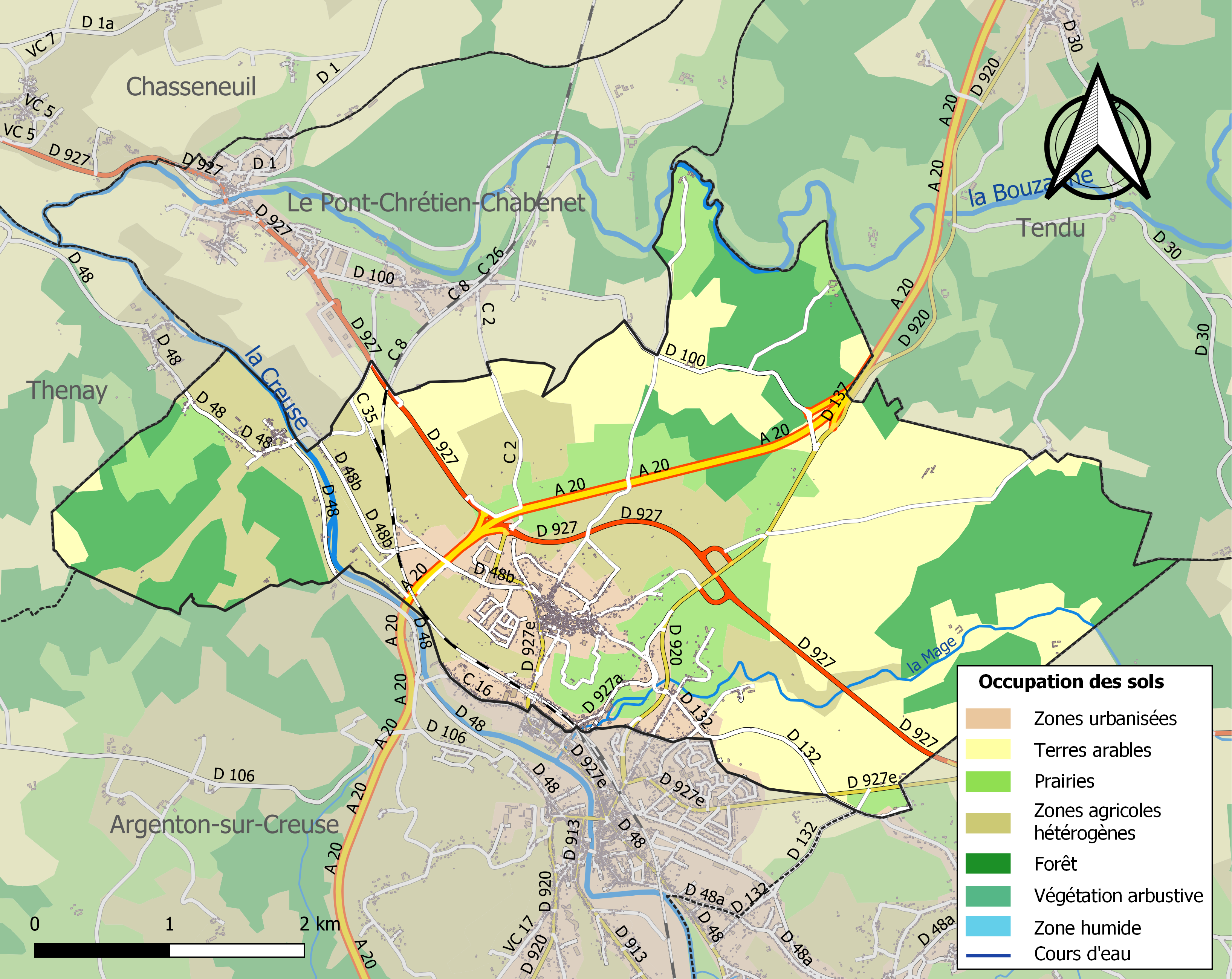
Kaart van de gemeente met belangrijkste infrastructuur, bodemgebruik en omliggende gemeenten

De Creuse stroomt door de gemeente.

## Demografie
Onderstaande figuur toont het verloop van het inwonertal (bron: INSEE-tellingen).